# Maison de l'architecte Rogé Beauvir
La maison de l'architecte Rogé Beauvir est une maison de Larmor-Plage dans le Morbihan (France).

## Localisation
Le bâtiment est situé 12, parc de la Citadelle, en face de la citadelle de Port-Louis.

## Historique
La maison est érigée en 1957, selon les plans de l'architecte Rogé Beauvir pour son propre usage,.
La maison obtient le label « Patrimoine du XXe siècle » le 20 juin 2000.

## Architecture
La maison est bâtie en béton. Construite sur deux niveaux, elle est couverte d'un toit-terrasse. Le rez-de-chaussée n'est que partiellement construit, l'étage prenant en partie support sur de fins piliers de soutien. Un balcon courbe, évoquant la silhouette d'un paquebot, est construit en porte-à-faux à l'étage, auquel on accède par un escalier tournant suspendu extérieur. De larges baies, dont une est pourvue d'un vitrage de 7 m, sont produites par Saint-Gobain et ouvrent l'étage.